# Melicope inopinata
Melicope inopinata är en vinruteväxtart som beskrevs av Jacques Florence. Melicope inopinata ingår i släktet Melicope och familjen vinruteväxter. Inga underarter finns listade i Catalogue of Life.